# 満鉄調査部事件
満鉄調査部事件（まんてつちょうさぶじけん）は、第二次世界大戦中、多数の南満洲鉄道調査部員が関東軍の憲兵隊によって2回にわたり検挙された事件。満鉄事件とも呼ばれる。1941年に起こった合作社事件をきっかけとして、1942年には調査部員の第一次検挙、1943年には第二次検挙が行われた。

## 経緯

### 合作社事件
満鉄調査部は、1939年の拡充に伴う人員増強により、日本内地で活動の場を失った大学卒業以上の学歴を持つ左翼からの転向者が多数就職していた。彼らは、内地ではもはや不可能となったマルクス主義的方法による社会調査・分析に従事しており、そのことが関東軍の憲兵隊を中心とする満洲国治安当局からの監視の目を強めさせることになった。
橘樸の影響を受けていた『満洲評論』編集長で興農合作社中央会職員の佐藤大四郎は、1937年1月以降、北満洲の浜江省綏化県で貧農を農事合作社（協同組合）に組織して生産力を向上させ、彼らの救済をはかる運動に従事していた。満洲国協和会中央本部実践科主任・平賀貞夫らの逮捕から、この運動は日本人「前歴者」が結集したことで関東憲兵隊（関東軍司令官隷下の軍令憲兵。憲兵司令官指揮下ではない）に目をつけられ、共産主義運動の嫌疑で佐藤のほか協和会の鈴木小兵衛、満鉄調査部の花房森・佐藤晴生など50名余の運動関係者が検挙された（合作社事件、1941年11月）。
なお、2008年10月に関東憲兵隊特別高等課の下士官が保管していた合作社事件の調書や起訴状など、満洲国最高検察庁の捜査記録が発見された。これらを松村高夫慶應義塾大学名誉教授、江田憲治京都大学教授らが解析した結果、組織や運動の存在は関東憲兵隊によるでっち上げだったらしいことが判明している。

### 満鉄調査部事件
合作社事件で検挙された鈴木小兵衛は、合作社運動への調査部員の関与を供述し、さらに関東軍の憲兵隊による捜査に協力した。彼らの情報提供に基づき憲兵隊は調査部の探査を開始し、調査部内の左翼分子とされた大上末広・具島兼三郎・野々村一雄・堀江邑一・小泉吉雄・渡辺雄二・稲葉四郎・横川次郎ら33名が検挙された（第一次満鉄調査部事件、1942年9月）。
第一次検挙の後、満鉄は憲兵隊に左翼思想者のリストを提出、これに基づき伊藤武雄・石堂清倫・枝吉勇ら10名がさらに検挙された（第二次満鉄調査部事件、1943年7月）。
被検挙者たちは満洲国治安維持法（1937年制定）違反の罪に問われ、44名のうち40名が起訴、鈴江言一ら4名は保釈された。その後大上末広・佐藤晴生ら5名が獄中死、さらに伊藤武雄・花房森ら15名が保釈された。残余の20名は1945年5月に判決を受け、共産主義的結社に関与したとされる渡辺雄二ら2名の徒刑5年を最高刑にして、全員が執行猶予を付けられた。憲兵隊は被検挙者の中からスパイ組織を作って在満日本人の動向を探らせており、これへの参加を断った者は石堂清倫のように軍への懲罰召集を受けることもあった。
取調中に作成された被検挙者の手記・意見書はソ連侵攻時に関東軍の憲兵隊の手で処分されたと考えられていたが、戦後その一部が中華人民共和国吉林省人民政府により発見され、現在では公開されている。

## 関連文献
- 関東憲兵隊司令部編　『在満日系共産主義運動』【復刻版】　極東研究所出版会、1969年。
- 石堂清倫　『わが異端の昭和史』(上下)、 平凡社ライブラリー、2001年。ISBN 4582764053、ISBN 458276410X。
- 小林英夫・福井紳一　『満鉄調査部事件の真相；新発見史料が語る「知の集団」の見果てぬ夢』　小学館、2004年。ISBN 4096260762。